# Dorpen van Niue

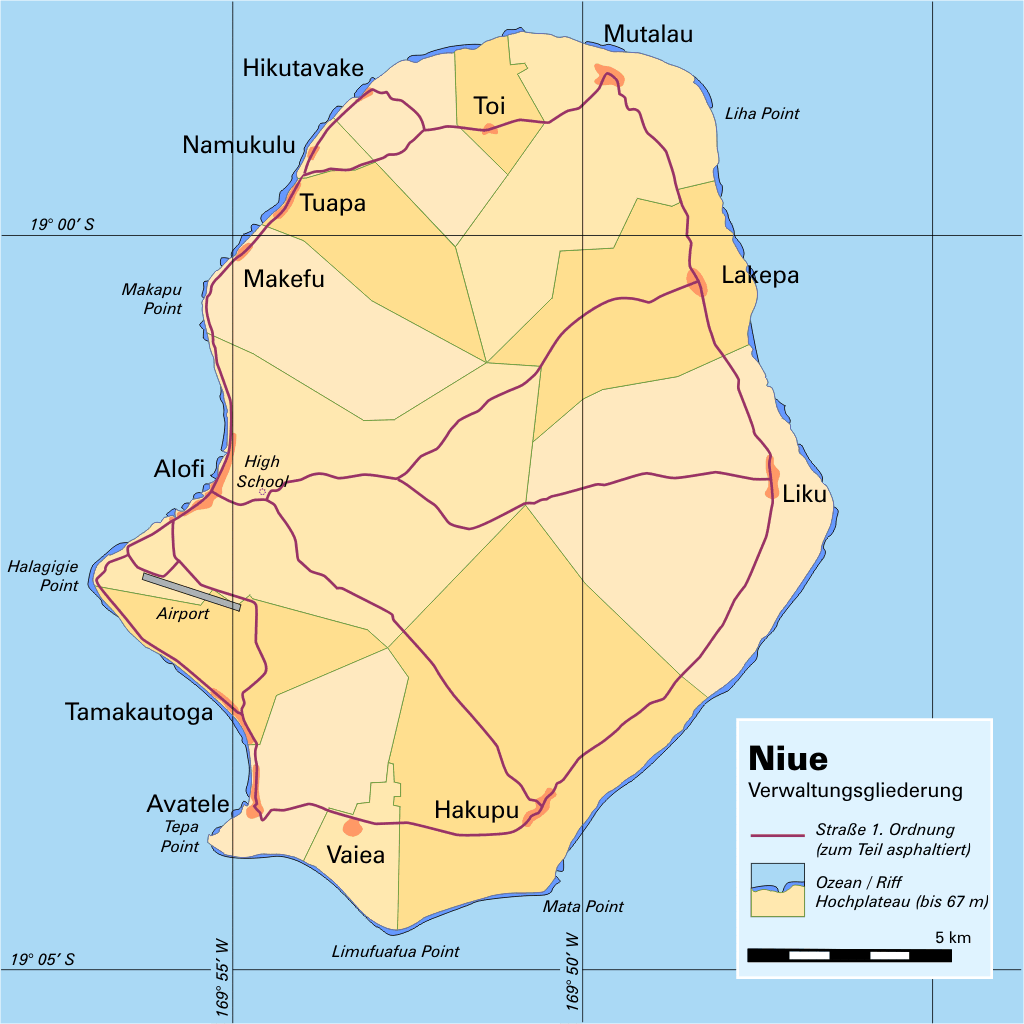
Duitstalige kaart van Niue met dorpsgrenzen. Alofi is op deze kaart niet gesplitst.

Het Nieuw-Zeelandse overzeese territorium Niue is bestuurlijk onderverdeeld in 14 dorpen, die als het lokale equivalent van gemeenten kunnen worden beschouwd en eveneens dienstdoen als kieskringen bij parlementsverkiezingen. Sommige dorpen hebben op hun grondgebied nog andere dorpjes of gehuchten.
De dorpen worden in het Parlement vertegenwoordigd door elk één parlementariër. Elk dorp heeft een dorpsraad die zijn voorzitter verkiest. 

## Lijst
De hoofdstad Alofi beslaat de kieskringen Alofi North en Alofi South, waar de regering is gevestigd. Alle dorpen liggen aan de kust en zijn kloksgewijs opgelijst.
| Nummer                                          | Dorp        | Inwoners (2001) | Oppervlakte (km²) | Bevolkingsdichtheid (inw./km²) |
| ----------------------------------------------- | ----------- | --------------- | ----------------- | ------------------------------ |
| Motu (historisch stammengebied in het noorden)  |             |                 |                   |                                |
| 1                                               | Makefu      | 87              | 17,13             | 5,1                            |
| 2                                               | Tuapa       | 129             | 12,54             | 10,3                           |
| 3                                               | Namukulu    | 14              | 1,48              | 9,5                            |
| 4                                               | Hikutavake  | 65              | 10,17             | 6,4                            |
| 5                                               | Toi         | 31              | 4,77              | 6,5                            |
| 6                                               | Mutalau     | 133             | 26,31             | 5,1                            |
| 7                                               | Lakepa      | 88              | 21,58             | 4,1                            |
| 8                                               | Liku        | 73              | 41,64             | 1,8                            |
| Tafiti (historisch stammengebied in het zuiden) |             |                 |                   |                                |
| 9                                               | Hakupu      | 227             | 48,04             | 4,7                            |
| 10                                              | Vaiea       | 62              | 5,40              | 11,5                           |
| 11                                              | Avatele     | 150             | 13,99             | 8,9                            |
| 12                                              | Tamakautoga | 140             | 11,93             | 11,7                           |
| 13                                              | Alofi South | 358             | 46,48             | 13,2                           |
| 14                                              | Alofi North | 256             | 46,48             | 13,2                           |
|                                                 | Niue        | 1788            | 261,46            | 6,8                            |